# هيرمان هالبيرج
هيرمان هالبيرج (بالسويدية: Herman Hallberg)‏ هو لاعب كرة قدم سويدي في مركز الوسط، ولد في 22 مايو 1997 في كالمار في السويد. شارك مع منتخب السويد تحت 21 سنة لكرة القدم. أما مع النوادي، فقد لعب مع نادي كالمار.

## وصلات خارجية
- هيرمان هالبيرج على موقع اتحاد السويد (السويدية)
- هيرمان هالبيرج على موقع قاعدة بيانات كرة القدم.إي يو (الإنجليزية)
- هيرمان هالبيرج على موقع Soccerway.com (الإنجليزية)